# 서울특별시의 민속문화재
서울특별시의 민속문화재는 민속문화재 중에서 서울특별시 내에 있는 문화재를 의미한다.

## 지정목록
| 번호 | 사진 | 명칭                                                          | 소재지                                   | 관리자 (단체)             | 지정일                                                        | 참조 |
| 1호  |      | 관성묘 (關聖廟)                                               | 종로구 성균관로7길 35 (명륜3가)          | 이순복                    | 1972년 8월 30일 지정, 1991년 12월 3일 해제, 해제사유 미상     |      |
| 2호  |      | 서빙고동 부군당 (西氷庫洞 府君堂)                             | 용산구 서빙고로59길 3-6 (서빙고동 195-3) | 용산구                    | 1973년 1월 26일                                               |      |
| 3호  |      | 평창동 보현산신각 (平倉洞 普賢山神閣)                         | 종로구 평창동                            | 종로구                    | 1973년 1월 26일                                               |      |
| 4호  |      | 선바위 (禪岩)                                                 | 종로구 무악동                            | 종로구                    | 1973년 1월 26일                                               |      |
| 5호  |      | 와룡묘 (臥龍廟)                                               | 중구 예장동                              | 안상규                    | 1974년 1월 15일                                               |      |
| 6호  |      | 관성묘 (關聖廟)                                               | 중구 장충동2가                           | 박금동                    | 1974년 1월 15일                                               |      |
| 7호  |      | 장교동 한규설 가옥 (長橋洞 韓圭卨 家屋)                       | 성북구 정릉동 국민대학교                 | 국민대학교                | 1977년 3월 17일                                               |      |
| 8호  |      | 삼청동 오위장 김춘영 가옥 (三淸洞 五衛將 金春榮 家屋)         | 중구 필동2가 84-1                        | 서울특별시                | 1977년 3월 17일                                               |      |
| 9호  |      | 도정궁 경원당 (都正宮 慶原堂)                                 | 광진구 모진동 건국대학교                 | 건국대학교                | 1977년 3월 17일                                               |      |
| 10호 |      | 성북동 이종석 별장 (城北洞 李鍾奭 別莊)                       | 성북구 성북동                            | 대한예수교장로회 덕수교회 | 1977년 3월 17일                                               |      |
| 11호 |      | 상허 이태준 가옥 (尙虛 李泰俊 家屋)                           | 성북구 성북동                            | 조내혁                    | 1977년 3월 17일                                               |      |
| 12호 |      | 반계 윤웅렬 별장 (磻溪 尹雄烈 別莊)                           | 종로구 부암동 348                        | 박명순                    | 1977년 3월 17일 지정, 2006년 7월 6일 변경                     | ,    |
| 13호 |      | 원서동 백홍범 가옥 (苑西洞 白鴻範 家屋)                       | 종로구 원서동                            | 신옥순                    | 1977년 3월 17일                                               |      |
| 14호 |      | 가회동 한씨 가옥 (嘉會洞 韓氏 家屋)                           | 종로구 가회동                            | 재단법인 연강재단         | 1977년 3월 17일                                               |      |
| 15호 |      | 경운동 민병옥 가옥 (慶雲洞 閔丙玉 家屋)                       | 종로구 경운동                            | 이재환                    | 1977년 3월 17일                                               |      |
| 16호 |      | 월계동 각심재 (月溪洞 恪心齋)                                 | 노원구 월계동                            | 예안이씨이조판서공파종회  | 1977년 3월 17일                                               |      |
| 17호 |      | 용강동 정구중 가옥 (龍江洞 鄭求中 家屋)                       | 마포구 용강동                            | 정구중                    | 1977년 3월 17일                                               |      |
| 18호 |      | 관훈동 민씨 가옥 (寬勳洞 閔氏 家屋)                           | 중구 필동2가 84-1                        | 서울특별시                | 1977년 3월 17일                                               |      |
| 19호 |      | 운니동 김승현가 (雲泥洞 金承鉉家)                             | 종로구 운니동                            | 김영무                    | 1977년 3월 17일                                               |      |
| 20호 |      | 삼각동 도편수 이승업 가옥 (三角洞 都片手 李承業 家屋)         | 중구 필동2가 84-1                        | 서울특별시                | 1977년 3월 17일                                               |      |
| 21호 |      | 숭보사 (崇報祠)                                               | 종로구 명륜동3가                         | 김영태                    | 1977년 3월 17일                                               |      |
| 22호 |      | 가회동 백인제 가옥 (嘉會洞 白麟濟 家屋)                       | 종로구 가회동                            | 백낙훤                    | 1977년 3월 17일                                               |      |
| 23호 |      | 옥인동 서용택가 (玉仁洞 徐龍澤家)                             | 종로구 옥인동 47-133                     | 서용택                    | 1977년 3월 17일 지정, 1997년 2월 20일 해제, 해제사유 미상     |      |
| 24호 |      | 제기동 해풍부원군 윤택영 재실 (祭基洞 海豊府院君 尹澤榮 齋室) | 중구 필동2가 84-1                        | 서울특별시                | 1977년 9월 5일                                                |      |
| 25호 |      | 장위동 김진흥 가옥 (長位洞 金鎭興 家屋)                       | 성북구 장위동                            | 김진흥                    | 1977년 9월 5일                                                |      |
| 26호 |      | 우암 송시열 초구1령 (尤庵 宋時烈 貂구1領)                     | 강남구 압구정동                          | 김용순                    | 1977년 9월 5일                                                |      |
| 27호 |      | 안국동 윤보선가 (安國洞 尹潽善家)                             | 종로구 안국동                            |                           | 1978년 8월 18일 지정, 2002년 1월 29일 해제, 사적 438호로 승격 |      |
| 28호 |      | 혜화동 김상협가 (惠化洞 金相浹家)                             | 종로구 혜화동                            | 김상협                    | 1992년 1월 10일                                               |      |
| 29호 |      | 체부동 홍종문가 (體府洞 洪鍾文家)                             | 종로구 체부동                            | 홍종문                    | 1994년 2월 28일                                               |      |
| 30호 |      | 김형태가옥 (金炯泰家屋)                                       | 종로구 가회동                            | 김형태                    | 1999년 7월 10일                                               |      |
| 31호 |      | 조경묘 출토 유의 일괄 (趙儆墓 出土 遺衣 一括)                 | 종로구 신문로2가 서울역사박물관          | 서울역사박물관            | 2002년 8월 16일                                               |      |
| 32호 |      | 만리동 정영국가 (萬里洞 鄭榮國家)                             | 중구 만리동2가                           | .                         | 2006년 5월 1일                                                |      |
| 33호 |      | 필운동 홍건익 가옥 (弼雲洞 洪建翊 家屋)                       | 종로구                                   | 서울특별시                | 2013년 5월 16일                                               |      |
| 34호 |      | 행당동 아기씨당 무신도 (杏堂洞 아기씨堂 巫神圖)               | 성동구 행당동 128-901                    | 김옥염                    | 2017년 4월 13일 지정                                          |      |
| 35호 |      | 전농동 부군당 무신도 (典農洞 府君堂 巫神圖)                   | 동대문구 전농동 272-2                    | 전농동부군당보존회        | 2017년 4월 13일 지정                                          |      |
| 36호 |      | 당인동 부군당 무신도 (唐人洞 府君堂 巫神圖)                   | 마포구 당인동 15-4                       | 당인리부군당보존회        | 2017년 8월 10일 지정                                          |      |
| 37호 |      | 화주당 무신도 (化主堂 巫信圖)                                 | 서울 은평구 진관2로 57-23                | 양종승 (샤머니즘박물관)   | 2019년 2월 14일 지정                                          |      |